# Halowe Mistrzostwa Europy w Lekkoatletyce 1984 – bieg na 200 m mężczyzn
Bieg na 200 metrów mężczyzn – jedna z konkurencji biegowych rozgrywanych podczas halowych lekkoatletycznych mistrzostw Europy w  hali Scandinavium w Göteborgu. Eliminacje i półfinały zostały rozegrane 3 marca, a bieg finałowy 4 marca 1984. Zwyciężył reprezentant Związku Radzieckiego Aleksandr Jewgienjew, który tym samym obronił tytuł zdobyty na poprzednich mistrzostwach.

## Rezultaty

### Eliminacje
Rozegrano 4 biegi eliminacyjne, do których przystąpiło 13 biegaczy. Awans do półfinałów dawało zajęcie pierwszego miejsca w swoim biegu (Q). Skład półfinałów uzupełniło czterech zawodników z najlepszym czasem wśród przegranych (q).
Opracowano na podstawie materiału źródłowego.
Bieg 1
| Miejsce | Zawodnik            | Czas  | Uwagi |
| ------- | ------------------- | ----- | ----- |
| 1       | Carlo Simionato     | 21,84 | Q     |
| 2       | Antonio Sánchez     | 21,94 | q     |
| 3       | Per-Ola Olsson      | 22,09 |       |
| –       | Atanasios Kalojanis | DQ    |       |

Bieg 2
| Miejsce | Zawodnik      | Czas  | Uwagi |
| ------- | ------------- | ----- | ----- |
| 1       | Ade Mafe      | 21,63 | Q     |
| 2       | Stefano Tilli | 21,81 | q     |
| 3       | Jouko Hassi   | 22,11 |       |

Bieg 3
| Miejsce | Zawodnik             | Czas  | Uwagi |
| ------- | -------------------- | ----- | ----- |
| 1       | Aleksandr Jewgienjew | 21,35 | Q     |
| –       | Odd Erik Kristiansen | DQ    |       |
| –       | Czesław Prądzyński   | DQ    |       |

Bieg 4
| Miejsce | Zawodnik           | Czas  | Uwagi |
| ------- | ------------------ | ----- | ----- |
| 1       | Giovanni Bongiorni | 21,64 | Q     |
| 2       | Roland Jokl        | 21,66 | q     |
| 3       | Luboš Balošák      | 21,68 | q     |
| –       | Şükrü Çaprazlı     | DQ    |       |

### Półfinały
Rozegrano 2 biegi półfinałowe, w których wystartowało 8 biegaczy. Awans do finału dawało zajęcie jednego z dwóch pierwszych miejsc w swoim biegu (Q).
Opracowano na podstawie materiału źródłowego.
Bieg 1
| Miejsce | Zawodnik           | Czas  | Uwagi |
| ------- | ------------------ | ----- | ----- |
| 1       | Ade Mafe           | 21,36 | Q     |
| 2       | Giovanni Bongiorni | 21,46 | Q     |
| 3       | Antonio Sánchez    | 21,48 |       |
| 4       | Carlo Simionato    | 21,50 |       |

Bieg 2
| Miejsce | Zawodnik             | Czas  | Uwagi |
| ------- | -------------------- | ----- | ----- |
| 1       | Aleksandr Jewgienjew | 21,12 | Q     |
| 2       | Roland Jokl          | 21,65 | Q     |
| 3       | Stefano Tilli        | DNF   |       |
| 4       | Luboš Balošák        | DQ    |       |

### Finał
Opracowano na podstawie materiału źródłowego.
| Miejsce | Zawodnik             | Czas  |
| ------- | -------------------- | ----- |
| 1       | Aleksandr Jewgienjew | 20,98 |
| 2       | Ade Mafe             | 21,34 |
| 3       | Giovanni Bongiorni   | 21,48 |
| 4       | Roland Jokl          | 21,78 |